# ژوزف انگوئا
ژوزف انگوئا (فرانسوی: Jacques N'Guea‎; ۸ نوامبر ۱۹۵۵ – ۳۱ مهٔ ۲۰۲۲) بازیکن فوتبال اهل کامرون بود.
وی همچنین در تیم ملی فوتبال کامرون بازی کرده‌است.